# Norman Arlott
Norman Arthur Arlott (* 15. November 1947 in Reading, Berkshire; † 30. Dezember 2022) war ein britischer Vogelillustrator.

## Leben
Nach seiner Ausbildung an der Storeham Boys School absolvierte Arlott eine fünfjährige Ingenieurslehre. Seine Karriere als professioneller Vogelzeichner begann nach einem Treffen mit dem Vogelfotografen Eric Hosking, der ihm einen Kontakt mit dem walisischen Ornithologen John George Williams ermöglichte. Williams suchte einen Illustrator für eine aktualisierte Version seines 1963 erschienenen Buches A Field Guide to the Birds of East and Central Africa, und nachdem Arlott eine Mustertafel an Williams gesandt hatte, wurde er nach Nairobi eingeladen und engagiert. Arlott verbrachte drei Monate in Afrika und erstellte Farbillustrationen von 600 Arten für Williams’ Werk A Field Guide to the Birds of East Africa, das 1980 erschien. Arlott gehörte zu den Illustratoren bei mehr als 150 Büchern und Magazinen; dazu zählen dreizehn der 17 Bände des Handbook of the Birds of the World. 
In den 1980er Jahren war er mit verschiedenen Projekten für das Natural History Museum in London beschäftigt, darunter mit einer Reihe von Schautafeln, die die verschiedenen Vögel in einer Vielzahl von Küsten-, Berg-, Wald- und Mündungslandschaften darstellen. Er hat auch über 20 Sonderbriefmarkenausgaben des Commonwealth mit Vögeln von den Bahamas, Jamaika, den Seychellen, der Weihnachtsinsel, Gambia, Malawi und den Britischen Jungferninseln entworfen sowie Bilder erstellt, die auf Tischsets und Töpferwaren reproduziert wurden. Ferner war er Leiter von Vogelerkundungstouren in Ostafrika.
1980 und 1981 wurde Arlott von der Zeitschrift British Birds zum Vogelillustrator des Jahres gewählt.
2001 entdeckte Arlott in der Sammlung des Natural History Museum ein Exemplar einer Unterart der Brustband-Ameisenpitta, das 1878 gesammelt wurde, aber bis dato unbeschrieben war. Robert Prys-Jones und Paul Salaman beschrieben dieses Taxon, das heute möglicherweise ausgestorben ist, als Grallaria milleri gilesi im Jahr 2009.

## Werke (Auswahl)

### Illustrator
- Peter Conder: RSPB Guide to Birdwatching, 1978
- John G. Williams, Andrew E. Williams, Norman Arlott: A Field Guide to the Orchids of Britain and Europe with North Africa and the Middle East, 1978 (deutsch: Orchideen Europas mit Nordafrika und Kleinasien, 1979)
- Roger Caras: The Forest (A Dramatic Portrait of Life in the American Wild), 1979
- John G. Williams, Norman Arlott: A Field Guide to the Birds of East Africa, 1980
- Gerald S. Tuck: A Guide to Seabirds on the Ocean Routes, 1981
- Jim Flegg, Norman Arlott, Robert Gillmor, Laurel Tucker: Notebook of Birds 1907–1980; Original notes from British Birds, 1981
- Richard Fitter, Alastair Fitter, Norman Arlott: Complete Guide to British Wild Life, 1981
- Clare Lloyd: Birdwatching on Estuaries, Coast, and Sea, 1981
- Terence Lambert, John Gooders, Norman Arlott: British Birds, 1982
- J. T. R. Sharrock und P. J. Grant: Birds New to Britain and Ireland, 1982
- Jim Flegg: In Search of Birds Their Haunts and Habitats, 1983
- Jim Flegg, Eric Hosking, David Hosking, Norman Arlott: Just A Lark!, 1984
- Nigel J. Collar, S. N. Stuart: Threatened Birds of Africa and related islands. The ICBP/IUCN Red Data Book, Part I, 1985
- Keith Ronald Snow: Birds in Your Garden, 1985
- Richard Fitter, Norman Arlott, Kim Franklin, Sally Hughes, Charles Stitt: Wildlife for Man: How and Why We Should Conserve Our Species, 1986
- Guy Mountfort, Norman Arlott: Handbook of Rare Birds of the World, 1988
- John G. Williams, Norman Arlott: Birds of East Africa, 1993
- Roger Caras, Steven Foster: A Field Guide to Venomous Animals and Poisonous Plants: North America North of Mexico, 1994
- Peter Hayman, Norman Arlott, Warwick Tarboton: Birds of Southern Africa – The Sasol Plates Collection, 1994
- Peter Clement: The Chiffchaff, 1995
- Terry Stevenson, John Fanshawe: Field Guide to the Birds of East Africa: Kenya, Tanzania, Uganda, Rwanda, Burundi, 2002
- Steve Madge, Philip McGowan und Guy M. Kirwan: Pheasants, Partridges and Grouse. A Guide to the Pheasants, Partridges, Quails, Grouse, Guineafowl, Buttonquails and Sandgrouse of the world, 2002
- Phil Hockey, Norman Arlott: Larger Illustrated Guide to Birds of Southern Africa, 2007
- Ian Sinclair, Peter G. Ryan, Patrice Christy, Phil Hockey, Norman Arlott, Peter Hayman, Alan Harris: Birds of Africa South of the Sahara: A Comprehensive Illustrated Field Guide, 2008
- Josep del Hoyo, Nigel J. Collar, David A. Christie, Andrew Elliott, Lincoln D. C. Fishpool: HBW and BirdLife International Illustrated Checklist of the Birds of the World: Band 1: Non-Passerines, 2014
- James A. Eaton, Frank E. Rheindt, Bas van Balen, Nick W. Brickle: Birds of the Indonesian Archipelago, 2016
- Josep del Hoyo, Nigel J. Collar, David A. Christie, Andrew Elliott, Lincoln D. C. Fishpool, Peter Boesman, Guy M. Kirwan: HBW and BirdLife International Illustrated Checklist of the Birds of the World: Band 2: Passerines, 2016
- Richard Craik, Lê Quý Minh: Birds of Vietnam, Lynx Edicions, 2018

### Autor
- Birds of Europe, Russia, China, and Japan: Passerines: Tyrant Flycatchers to Buntings, 2007
- mit Moss Taylor: Identifying Birds by Colour, 2008
- Collins Field Guide Birds of the Palearctic, 2009
- Birds of Europe, Russia, China, and Japan: Non-Passerines: Loons to Woodpeckers, 2009
- Birds of the West Indies, 2010
- Collins Field Guide Birds of North America, 2011
- Birds of North America and Greenland, 2011
- Collins Field Guide Birds of India Pakistan, Nepal, Bhutan, Bangladesh, Sri Lanka, 2014
- Collins Field Guide Birds of South-East Asia, 2015
- Collins Field Guide Birds of the Philippines and Sumatra, Java, Bali, Borneo, Sulawesi, the Lesser Sundas and the Moluccas, 2018
- Birds of the Greater Sundas, the Philippines, and Wallacea, 2019
- Collins Field Guide Birds of the World, 2019
- mit Ber van Perlo: The Complete Birds of the World: Every Species Illustrated, 2021